# Смолікас
Смолікас, Змолікас (грец. Σμόλικας) — гора в Греції, друга за висотою в країні після гори Олімп (2 919 м) та найвища серед вершин гірського пасма Пінд. Висота Смолікас становить 2637 м.
Складена комплексом офіолітових порід. Впродовж плейстоценової епохи північні і східні схили та долини кілька разів вкривались льодовиками. Останній льодовик відступив близько 11 500 років тому (Hughes та ін. 2006).
Схили вкривають соснові ліси та ялини, у верхів'ї — трави і чагарники.
На західному схилі Смолікас розташоване одне з озер альпійського типу Драколімні.